# Ögonskaftsablation

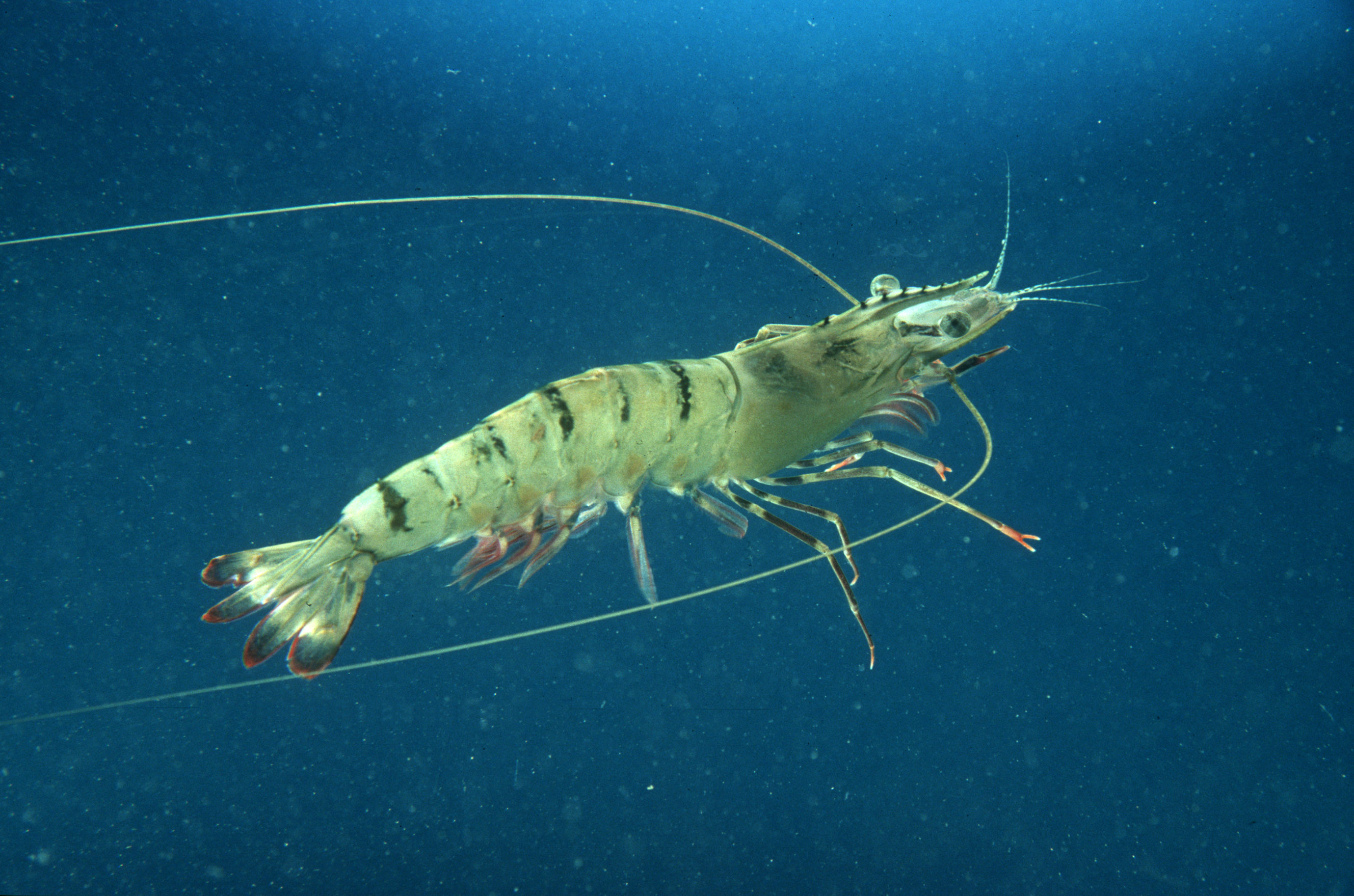
Ögonstjälkarna på honräkor avlägsnas ofta för att förbättra reproduktionen.

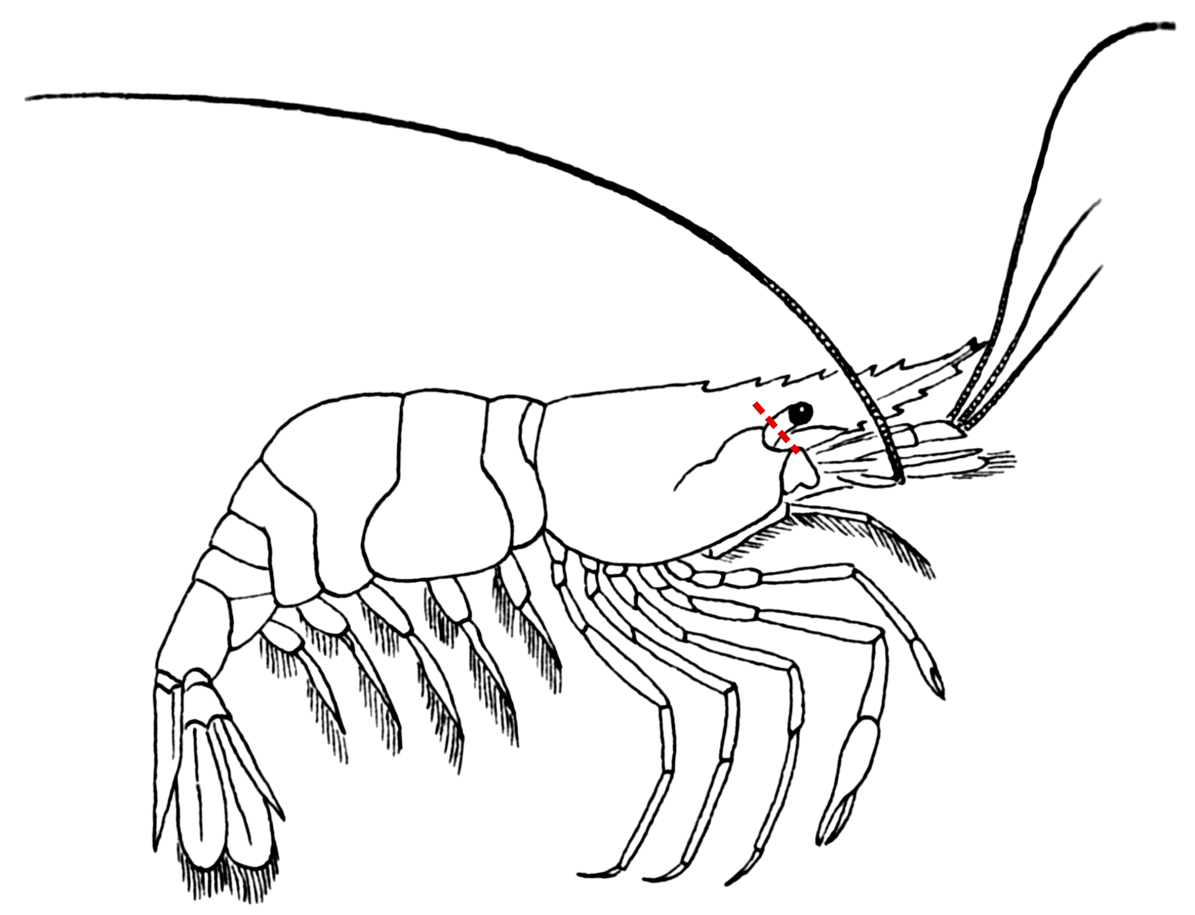
Den röda streckade linjen visar var på en räka ögonstjälken skärs eller bränns under ablation.

Ögonstjälksablation är borttagningen av en eller båda ögonstjälkarna från ett kräftdjur, ofta praktiserad på honräkor inom både forskning och kommersiell räkodling. Syftet är att stimulera honorna att utveckla mogna äggstockar och att leka.
Ögonstjälksablation utförs för att öka äggproduktionen genom att sänka nivåerna av ett gonad-hämmande hormon som produceras i ögonstjälkarna. Metoden innebär att antalet honor som kan delta i reproduktionen ökar, och påskyndar mognadsprocessen för deras äggstockar. Metoden har kritiserats för dess inverkan på djurens välbefinnande, då den ofta utförs utan bedövning.

## Effekter
Ögonstjälksablation kan leda till ökad äggproduktion och frekvens av lek, men också till ökad mortalitet hos honorna. Den påverkar också räkornas fysiologi på flera sätt, inklusive förändringar i äggkvalitet och ökad risk för vissa sjukdomar.

## Anestesi och alternativ
Användningen av anestesi, såsom lokalanestetika, har utforskats för att minska smärta och stress associerad med proceduren. I Europa är ögonstjälksablation förbjuden inom ekologisk produktion. Alternativa metoder, som att förbättra foderkvaliteten och justera könsfördelningen i odlingstankarna från 1:1 till 1:2 (hane-till-hona), undersöks som alternativ till ablation.